# Ópera Khedivial
A Ópera Khedivial ou Ópera Real (em árabe: دار الأوبرا الخديوية / ASA-LC : Dār Awbirā al-Khudaywī) era um edifício para ópera no Cairo, Egipto, o mais antigo de toda a África. Inaugurou-se no dia 1 de novembro de 1869 e incendiou-se no dia 28 de outubro de 1971.

## História
O teatro da ópera construiu-se por ordem do Quediva Ismail Paxá para celebrar a abertura do Canal de Suez. Os arquitectos Pietro Avoscani (de Livorno) e Rossi desenharam o edifício. Tinha aproximadamente 850 assentos com um grande uso de madeira na construção do edifício. Estava localizado entre os distritos de Azbakeya e Ismaília, na capital do Egipto.
Para a primeira apresentação aberta ao público, no dia 1 de novembro de 1869, elegeu-se a ópera Rigoletto de Giuseppe Verdi. Ismail Paxá teve em mente para a inauguração uma representação com um arranjo muito luxuoso. Depois de sucessivos adiamentos e atrasos devidos à guerra franco-prussiana, a estreia de outra ópera de Verdi, Aida dirigida por Giovanni Bottesini, realizou-se no 24 de dezembro de 1871. Na temporada 1871/1872, a ópera foi representada 16 vezes, não tendo abandonado o palco até à última temporada. «Aida» foi um triunfo para o compositor e o ponto mais alto do apogeu da Ópera Khedivial. 
|  |  |

Na temporada 1876/1877, realizaram-se 80 representações, após as quais o teatro fechou devido à impossibilidade de se auto-sustentar: os preços do algodão alteraram-se e o Egipto esteve à beira da quebra; em 1879, Ismail Paxá abdicou do trono. Até finais do século XIX, o edifício unicamente usava-se de forma ocasional como lugar para celebrar danças, celebrações e outros eventos únicos. Há provas de que a princípios do século XX o teatro voltou a funcionar como tal, e nele se encontravam óperas italianas e francesas.

## Incêndio
Nas primeiras horas da manhã do 28 de outubro de 1971, um incêndio destruiu completamente o edifício. Todas as estruturas de madeira foram consumidas pelo fogo e unicamente duas estátuas feitas por Mohammed Hassan sobreviveram, sendo, mais tarde, transladadas para o jardim da nova Ópera do Cairo.
No lugar que ocupou a Ópera Khedivial construiu-se um estacionamento para automóveis, de vários andares de altura. A praça —ao sul da estação de metro de Al Atava— que dava a vista do edifício, ainda se chama Ópera Mīdān (Praça da Ópera).

## A nova ópera
Após a destruição do teatro original, a cidade permaneceu durante quase vinte anos sem um teatro de ópera até à abertura do novo teatro de ópera, no dia 10 de outubro de 1988, pelo presidente Mohamed Hosni Moubarak e a presença do príncipe Tomohito de Mikasa, irmão do imperador do Japão.

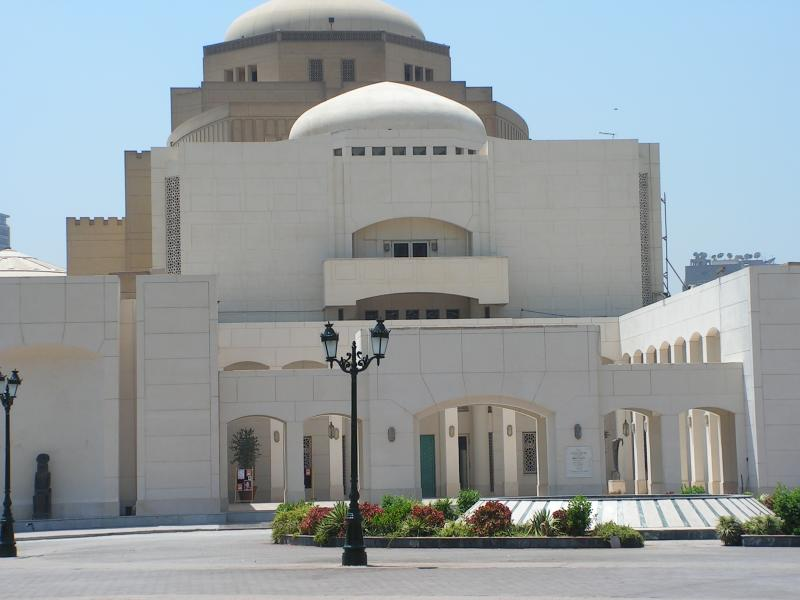
A nova Ópera do Cairo.

Encontra-se situada em parte a sul de Gezira a 280 metros da torre do Cairo, e a sua arquitectura deve-se ao desenho de um arquitecto japonês, com formas geométricas islâmicas que projectam a tradição de «mashrabiyas» ou portas talhadas.